# Operación Parcela de Jardín
El Plan de Disturbios Civiles del Departamento de Defensa, también conocido por su criptónimo GARDEN PLOT, fue un plan general del Ejército y la Guardia Nacional de Estados Unidos para responder a importantes disturbios civiles internos dentro del país. El plan se desarrolló en respuesta a los desórdenes civiles de la década de 1960 y quedó bajo el control del Comando Norte de Estados Unidos (NORTHCOM). Proporcionó asistencia militar y policial federal a los gobiernos locales durante épocas de grandes disturbios civiles.
El Plan Parcela de Jardín, redactado después de los disturbios de Watts, Newark y Detroit, retrata los tiempos enconados en los que se redactó el documento. Advierte contra los «disturbios raciales», aquellos «contra el reclutamiento» y los que eran «anti-Vietnam».
El Pentágono activó el Garden Plot para restablecer el orden durante los disturbios de Los Ángeles de 1992. Este fue reemplazado por el Plan Conceptual de USNORTHCOM (CONPLAN) 2502 luego de los ataques del 11 de septiembre de 2001 en los Estados Unidos.  En el marco de la reestructuración del Departamento de Seguridad Nacional, se sugirió que se siguieran modelos similares:

La Oficina de la Guardia Nacional debe proporcionar la supervisión de estas misiones de seguridad nacional basándose en el antiguo modelo Garden Plot en el que las unidades de la Guardia Nacional están entrenadas y equipadas para apoyar a las autoridades civiles en misiones de control de multitudes y disturbios civiles.
Mayor General Richard C. Alexander, ARNGUS (Ret.), Director Ejecutivo, Asociación de la Guardia Nacional de Estados Unidos